# La Chapelle-Saint-Étienne
La Chapelle-Saint-Étienne – miejscowość i dawna gmina we Francji, w regionie Nowa Akwitania, w departamencie Deux-Sèvres. W 2016 roku populacja ówczesnej gminy wynosiła 325 mieszkańców. 
W dniu 1 stycznia 2019 roku z połączenia sześciu ówczesnych gmin – Le Breuil-Bernard, La Chapelle-Saint-Étienne, Moncoutant, Moutiers-sous-Chantemerle, Pugny oraz Saint-Jouin-de-Milly – powstała nowa gmina Moncoutant-sur-Sèvre. Siedzibą gminy została miejscowość Moncoutant. 